# Basil Boioannes

Kortet visar Italien omkring år 1000. Det bysantinska området ("Byzantine Empire") omfattar Apulien, Kalabrien och områdena omkring Amalfi och Neapel. Boioannes återerövrade det mesta av "Principality of Salerno" och "Principality of Benevento".

Basil Boioannes (Βασίλειος Βοϊωάννης) på grekiska och Bugiano på italienska), var det bysantinska kejsardömets catapan (guvernör/vicekung) i Italien (1017 – 1027) och var en av de mest berömda bysantinska generalerna på sin tid. Hans insats gjorde det möjligt för kejsardömet att återetablera sin makt i Syditalien efter flera århundraden av tillbakagång. När han var borta förmådde hans efterföljare dock inte att vidhålla erövringarna, och under de nästkommande årtiondena kom hela Syditalien att i efterhand läggas under det normandiska herradömet. 

## Boioannes i Syditalien
Efter att Boioannes utnämnts av kejsare Basileios II, uppstod det uppror i Apulien och situationen var kritisk. Boioannes bad om förstärkningar från Konstantinopel, och i december 1017 ankom en här till Bari, vältränade soldater med en avdelning ur Väringagardet i spetsen. Upprorsstyrkorna bestod primärt av lombarder under ledning av Melus av Bari och därtill en avdelning normandiska riddare, som Melus hade hyrt. De två parterna stötte samman vid Ofantofloden i Apulien i slaget vid Cannae år 1018. Upprorsmakarna hade inte någon chans, och de blev slagna på ett så avgörande vis som Hannibal hade slagit romarna på samma plats, drygt 1 200 år tidigare.
Boioannes önskade ett mer effektivt beskydd av tillgången till Apulien, och därför ville han omedelbart uppföra en stor fästning vid det pass i Apenninerna som fungerade som en av tillgångsvägarna. Staden omkring fästningen gav han namnet Troia till ära av den gamla grekiska staden Troja. Efter att ha lett garnisonen på fästningen hyrde han år 1019 några av de normandiska riddarna som ännu var i området. Därefter fortsatte han återerövringen av de forna bysantinska områdena i Syditalien, och det lyckades, med undantag av furstendömet Benevento, som förblev trogna mot Kyrkostaten, än om på ett starkt reducerat manér.
Benedictus VIII var orolig över maktskiftet i syd, och år 1020 reste han till Bamberg för att rådföra sig med den tysk-romerske kejsaren Henrik II. Kejsaren såg ingen anledning till åtgärd, men ändrade mening, då begivenheterna utvecklade sig de efterföljande månaderna. Boioannes och hans nye allierade, furste Pandulf IV av Capua, angrep år 1020 det fästningstorn vid Gariglianofloden där Melus svåger Dattus hade förskansat sig. Dattus tillfångatogs, bands fast, och stoppades i en säck tillsammans med en apa, en orm och en tupp. Säcken kastades i havet. Eftersom fästningstornet låg i ett påvligt område, och därmed var under kejserligt beskydd, kunde Henrik II ej acceptera denna provokation. År 1021 marscherade han med en här till Syditalien för att angripa Boioannes i Apulien. Den kejserliga hären höll den nya fästningen i Troia och belägrade den i tre månader utan resultat. Då kom kejsaren på andra tankar, och år 1022 gjordes ett traktat, som garanterade status quo i området. Boioannes gav i gengäld Troias borgare särskilda privilegier.
De följande åren fortsatte Boioannes att utöka det bysantinska kejsardömets makt i området, och det gick så bra att han år 1025 var i färd med att förbereda en landstigning på Sicilien, som var ett gammalt bysantinskt område, men nu besatt av araberna. Då dog kejsare Basileios II, och hans efterföljare Konstantin VIII avlyste expeditionen. Boioannes ville istället försöka föra sin gamle kamrat Pandulf IV tillbaka till makten i Capua. Pandulf belägrades och tillfångatogs år 1022 av en tysk-romersk här som straff för angreppet på Dattus. Efter två års fångenskap i Tyskland släpptes han emellertid fri, och Boioannes hjälpte honom år 1026 att återerövra Capua. Det blev hans sista kampanj. År 1027 kallades han tillbaka till Konstantinopel. Under århundradet därefter avtog det bysantinska inflytandet i Italien stadigt, och upphörde sedan.
År 1041 blev Boioannes son Exaugustus Boioannes utnämnd till catapan, men han befann sig endast mindre än ett år på posten.